# Ortharbela
Ortharbela is een geslacht van vlinders uit de familie van de Metarbelidae. De wetenschappelijke naam van dit geslacht is voor het eerst geldig gepubliceerd in 1910 door Per Olof Christopher Aurivillius.
Aurivillius beschreef tevens de typesoort Ortharbela guttata die was gevonden bij de Kilimanjaro (Tanzania) door een Zweedse expeditie onder leiding van Yngve Sjöstedt in 1905-1906.
Deze vlinders komen voor in tropisch Afrika.

## Soorten
- O. albivenata (Hampson, 1910)
- O. bisinuata (Hampson, 1920)
- O. castanea Gaede, 1929
- O. cliftoni Lehmann, 2009
- O. diagonalis (Hampson, 1910)
- O. guttata Aurivillius, 1910
- O. jurateae Lehmann, 2009
- O. minima (Hampson, 1920)
- O. obliquifascia (Hampson, 1910)
- O. rufula (Hampson, 1910)
- O. semifasciata Gaede, 1929
- O. sommerlattei Lehmann, 2008
- O. tetrasticta (Hampson, 1910)